# Cylindropuntia kleiniae
Cylindropuntia kleiniae är en kaktusväxtart som först beskrevs av Dc., och fick sitt nu gällande namn av F.M. Knuth. Cylindropuntia kleiniae ingår i släktet Cylindropuntia, och familjen kaktusväxter. Inga underarter finns listade i Catalogue of Life.

## Bildgalleri

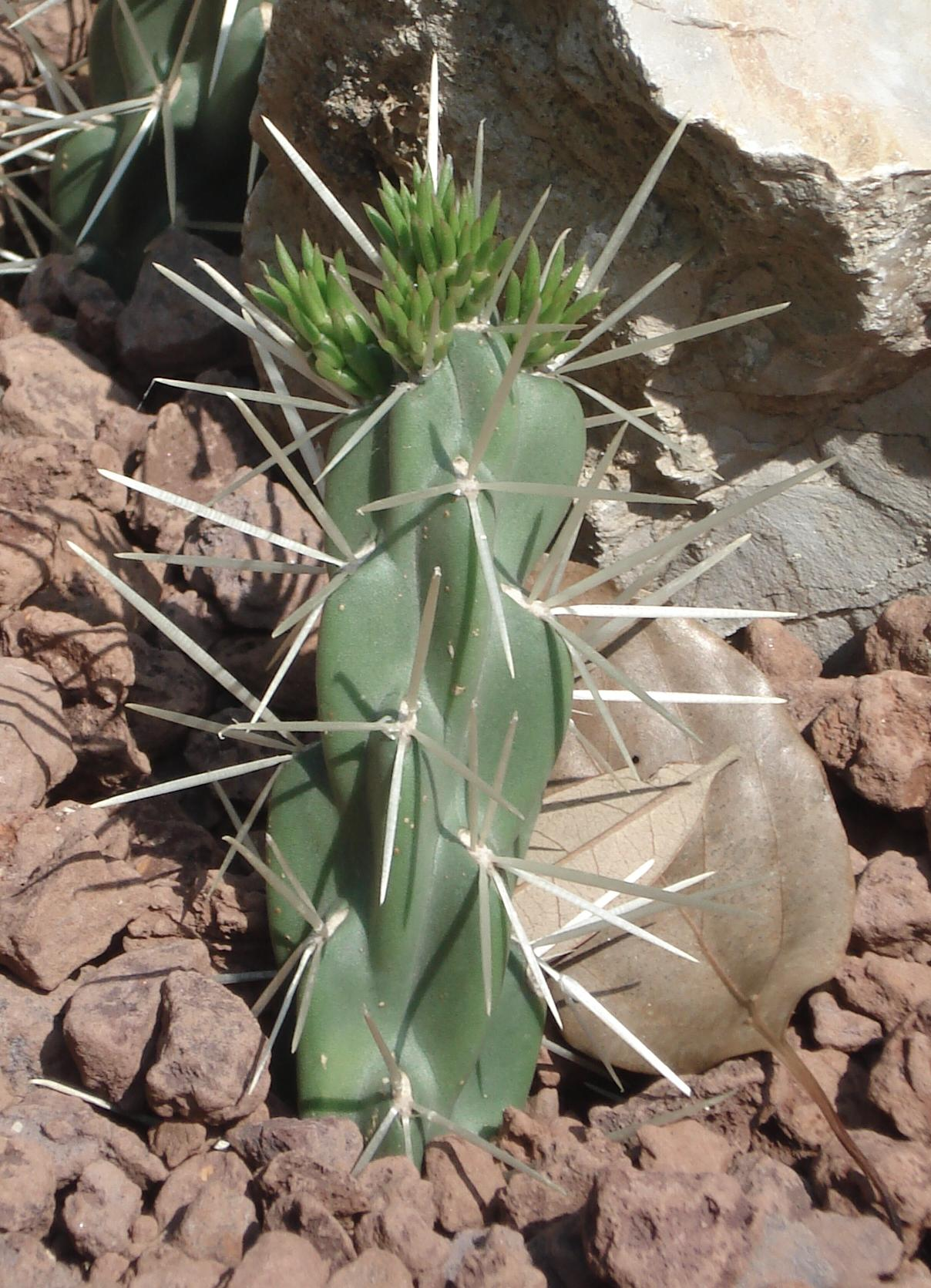
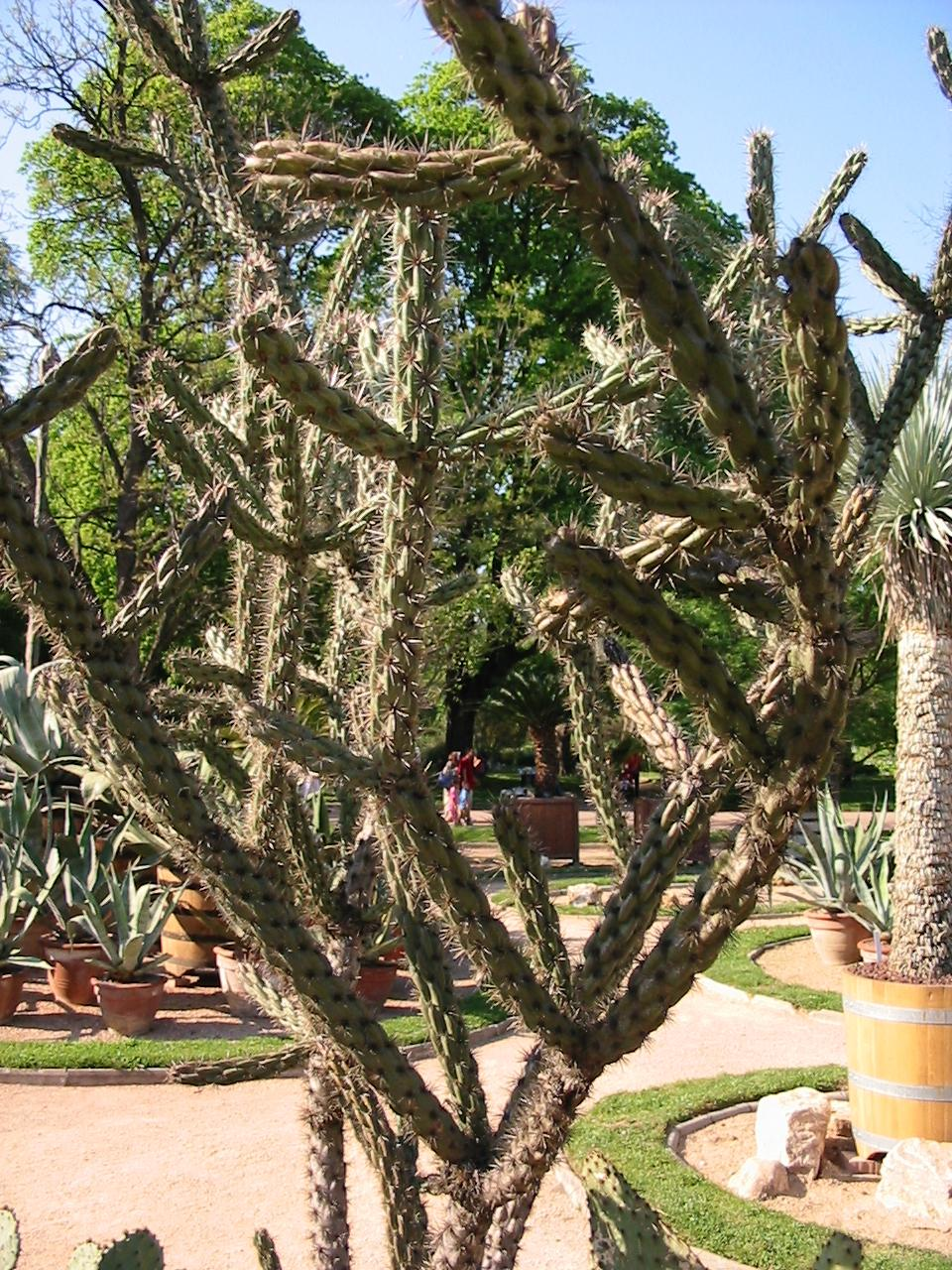
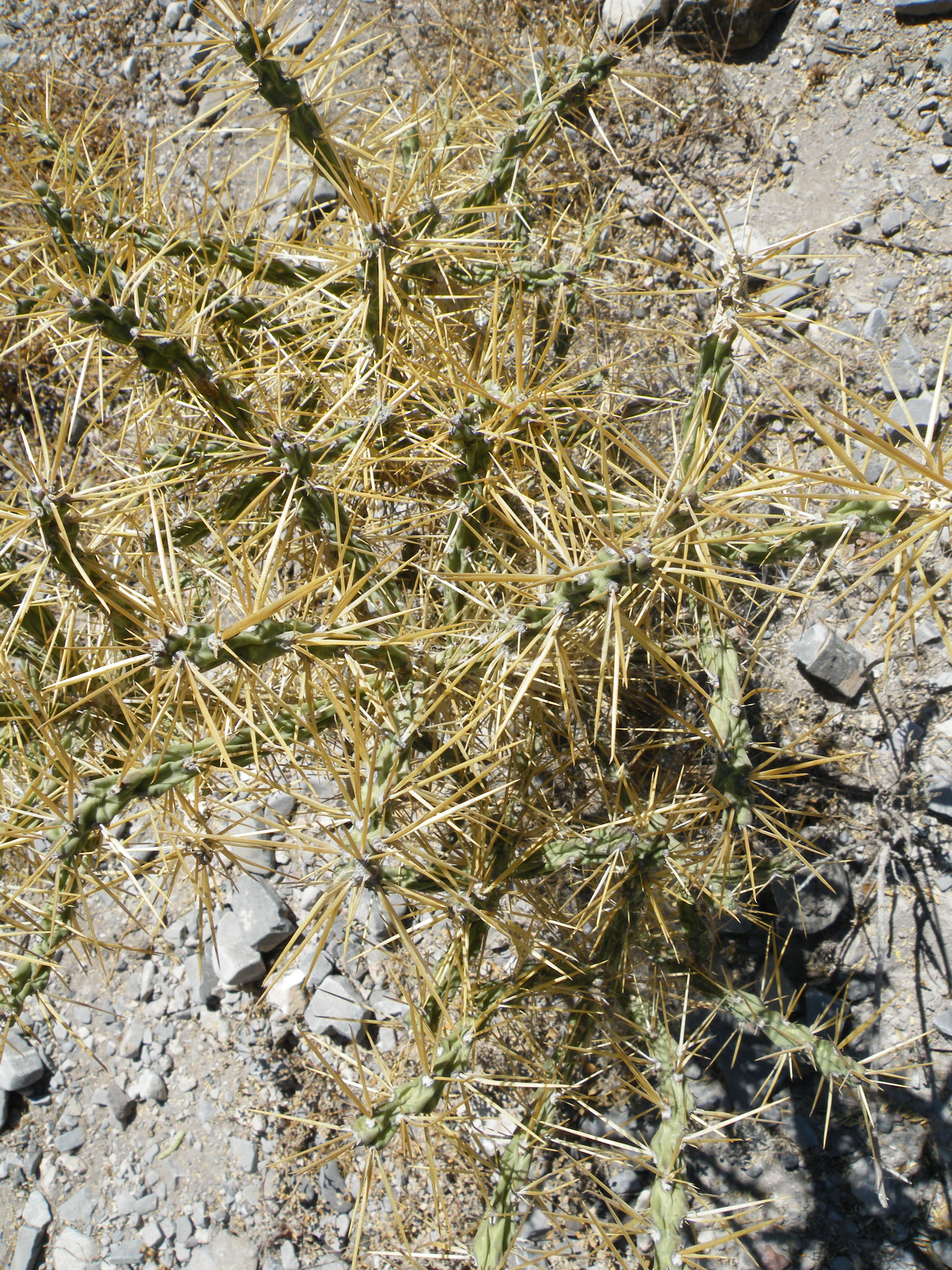
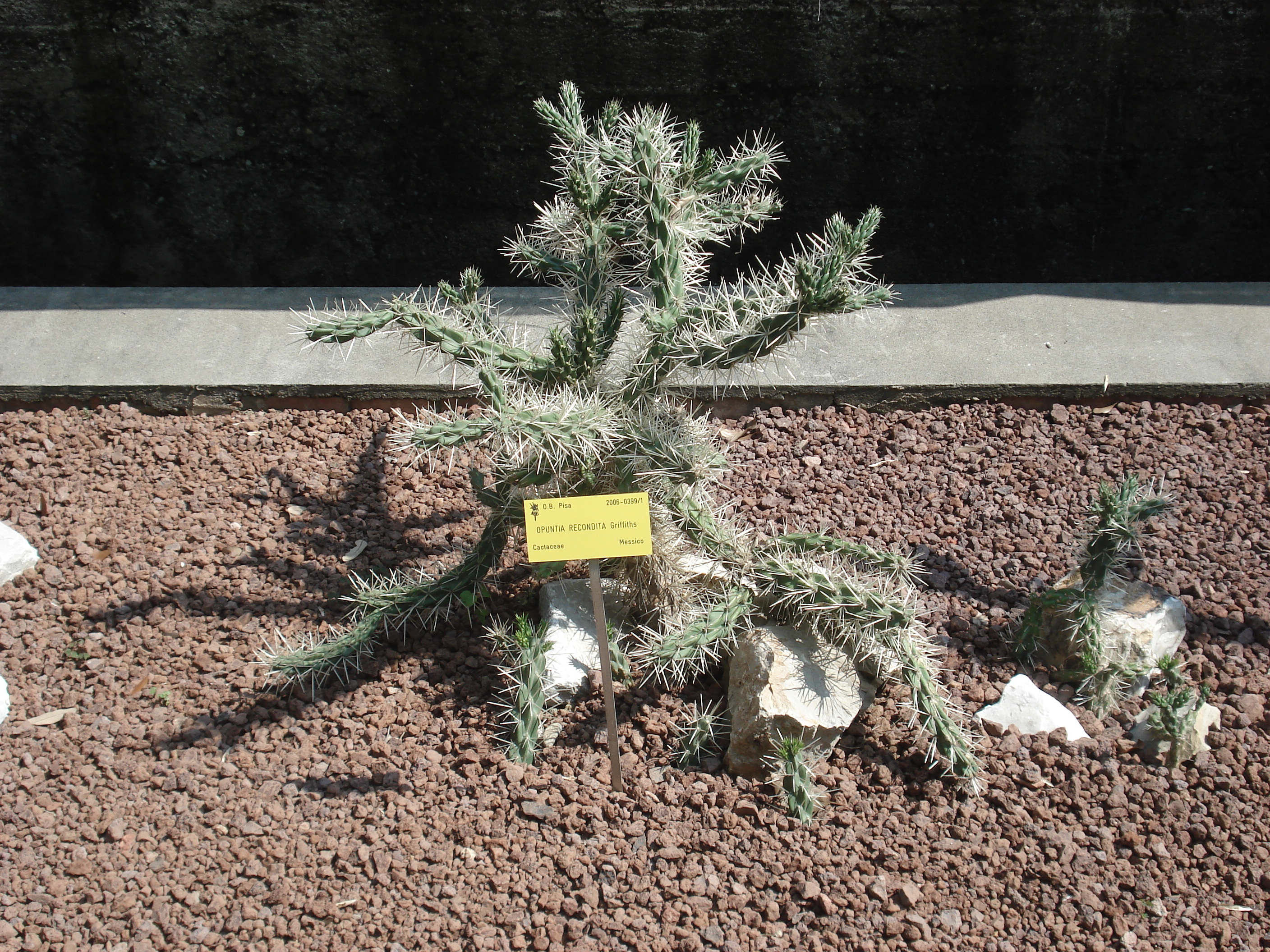
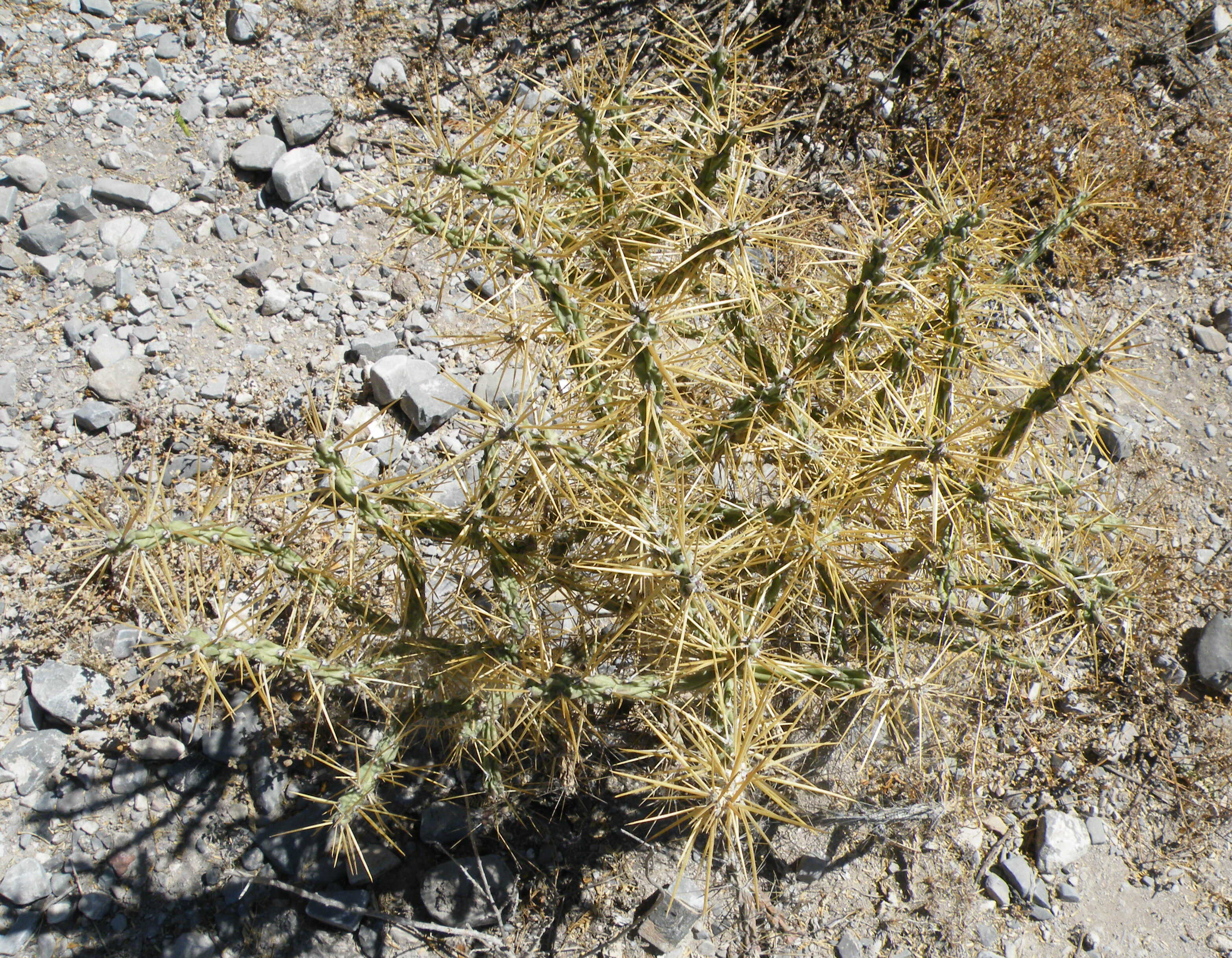
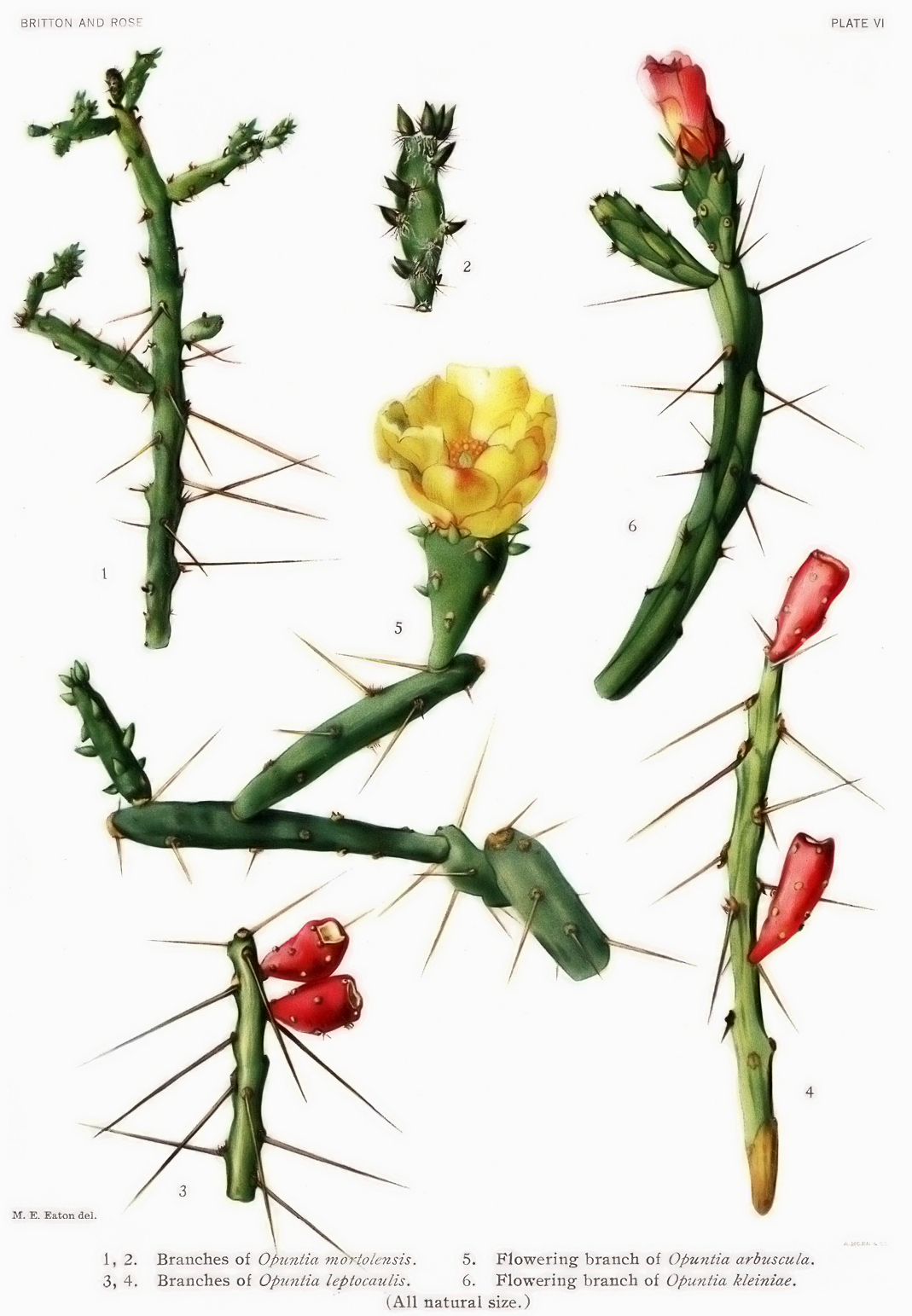